# Safareig de la Font de Freixenet de Segarra
El Safareig de la font de Freixenet de Segarra és una obra de Sant Guim de Freixenet (Segarra) inclosa a l'Inventari del Patrimoni Arquitectònic de Catalunya.

## Descripció
Safareig situat a pocs metres de la font del poble, al costat dret de la riera de Freixenet, dins d'una zona de jardí creat com un espai de lleure, on s'integren l'estructura de la font, el safareig i la bassa d'aigua i on desguassa en una zona d'horts en un clar aprofitament d'aquest recurs hídric. La font, pròpiament dita, no brolla en aquest lloc, sinó uns metres més amunt, en direcció a Sant Guim de Freixenet, en una mina pròxima a les granges de cal Posades. Aquesta aigua és conduïda per una canalització subterrània fins aquest lloc, on surt per un broc d'obra. Aquesta és recollida i conduïda per una canalització fins a entrar dins del safareig, al llarg d'un recorregut d'uns 150 metres. Aquest safareig és de planta rectangular (2,93 m per 4,50 m), i es caracteritza per disposar de lloses inclinades per rentar la roba, amb sis pedres planes. Tot l'espai del que volta el safareig està tancat dos murs, on s'accedeix al mateix mitjançant unes escales que baixen fins al nivell del seu paviment. L'aigua d'aquest safareig desguassa a partir d'una canalització subterrània fins a la bassa.